# ماگنزی در سیپیلوم
ماگنزی در سیپیلوم نام یکی از شهرهای لودیه در ۶۵ کیلومتری شمال خاوری ازمیر و در مسیر رود گدیز کنونی بود. امروزه این مکان در مانیسای ترکیه جای‌گرفته‌است.
در ۱۹۰ (پیش از میلاد) این شهر صحنهٔ نبرد ماگنزی میان آنتیوخوس سوم با کنسول رومی اسکیپیو آسیاتیکوس بود که به شکست سخت آنتیوخوس از رومیان انجامید.